# 엡실론카로틴
엡실론카로틴(ε-Carotene)은 카로틴의 한 종류이다.